# لایکا ام۲
لایکا ام۲ (به انگلیسی: Leica M2) یک دوربین عکاسی تک‌لنزی بازتابی ساخت شرکت لایکا است.